# UN-SPIDER

UN-SPIDER ("United Nations Platform for Space-based Information for Disaster Management and Emergency Response")  este o platformă-program a Organizației Națiunilor Unite care facilitează utilizarea tehnologiilor spațiale pentru gestionarea dezastrelor și intervenții  de urgență . Este un program implementat de către United Nations Office for Outer Space Affairs (Biroul ONU pentru probleme spațiale)  (OOSA).

## Tehnologii spațiale și managementul dezastrelor
Vulnerabilitatea globală în fața dezastrelor naturale ar putea crește pe măsură ce impactul schimbărilor climatice și procesele de degradare ale solului se accentuează, toate acestea pe fondul unei creșteri rapide a populației. Cutremure, inundații, furtuni și alte pericole naturale provocă perturbări masive la nivelul societății și suprasolicită sistemele economice naționale.
Pierderi considerabile de vieți omenești și de proprietăți ar putea fi evitate printr-o mai bună informare cu privire la riscul și debutul dezastrelor, printr-o evaluare detaliată a riscurilor, o avertizare timpurie precum și prin monitorizarea dezastrelor. Ca recunoaștere a acestor necesități, Adunarea Generală a Organizației Națiunilor Unite, prin rezoluția nr. 61/110 din 14 decembrie 2006 a recunoscut că utilizarea tehnologiei spațiale existente (sateliti meteorologici, sateliti pentru observarea pământului, sateliți de comunicare și sateliți de navigație) poate juca un rol important în sprijinirea  managementului dezastrelor prin furnizarea de informații exacte și timpurii, foarte utile pentru luarea deciziilor.

## Organizare și structură

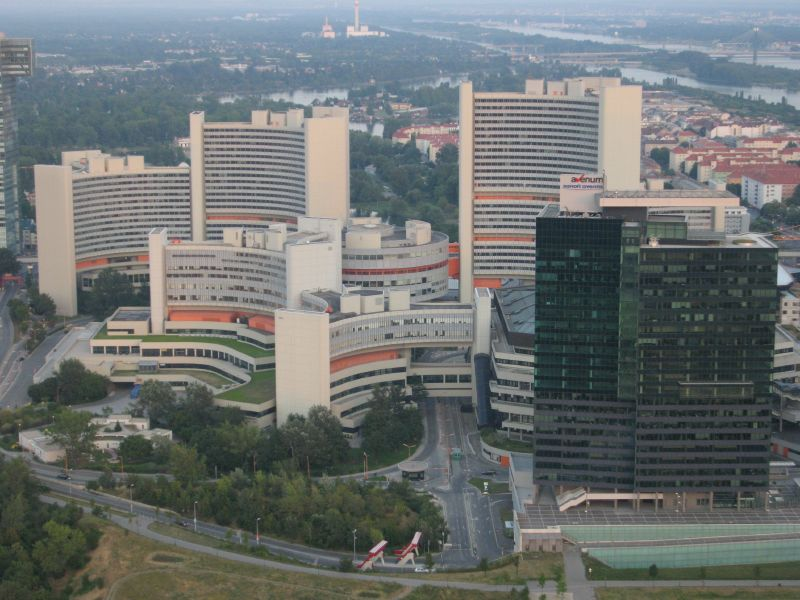
United Nations, Vienna

În rezoluția sa 61/110 din 14 decembrie 2006, Adunarea Generală a Organizației Națiunilor Unite a fost de acord să stabilească UN-SPIDER ca un nou program al Organizației Națiunilor Unite cu  misiunea: "Asigurarea că toate tările și organizațiile internaționale și regionale au acces și pot dezvolta capacitatea de a utiliza toate tipurile de informații spațiale pentru a sprijini pe deplin ciclul de gestionare a dezastrelor "
În acest sens, UN-SPIDER vizează trei obiective: să fie o poartă de acces la informații spațiale pentru sprijinul gestionării dezastrelor;  să servească ca o punte pentru a conecta comunitățile de gestionare a dezastrelor și a comunităților spațiale; și să fie un facilitator pentru consolidarea capacităților și consolidarea instituțională.
Biroul UN-SPIDER Vienna este situat în sediul central UNOOSA din Centrul Internațional din Viena (Vienna International Centre). Personalul este responsabil de coordonarea generală a programului, de strângerea de fonduri, de coordonarea Oficiilor Regionale pentru Suport (RSO) și de oferirea de asistență tehnică cu caracter consultativ. Biroul este sprijinit de guvernul Austriei.

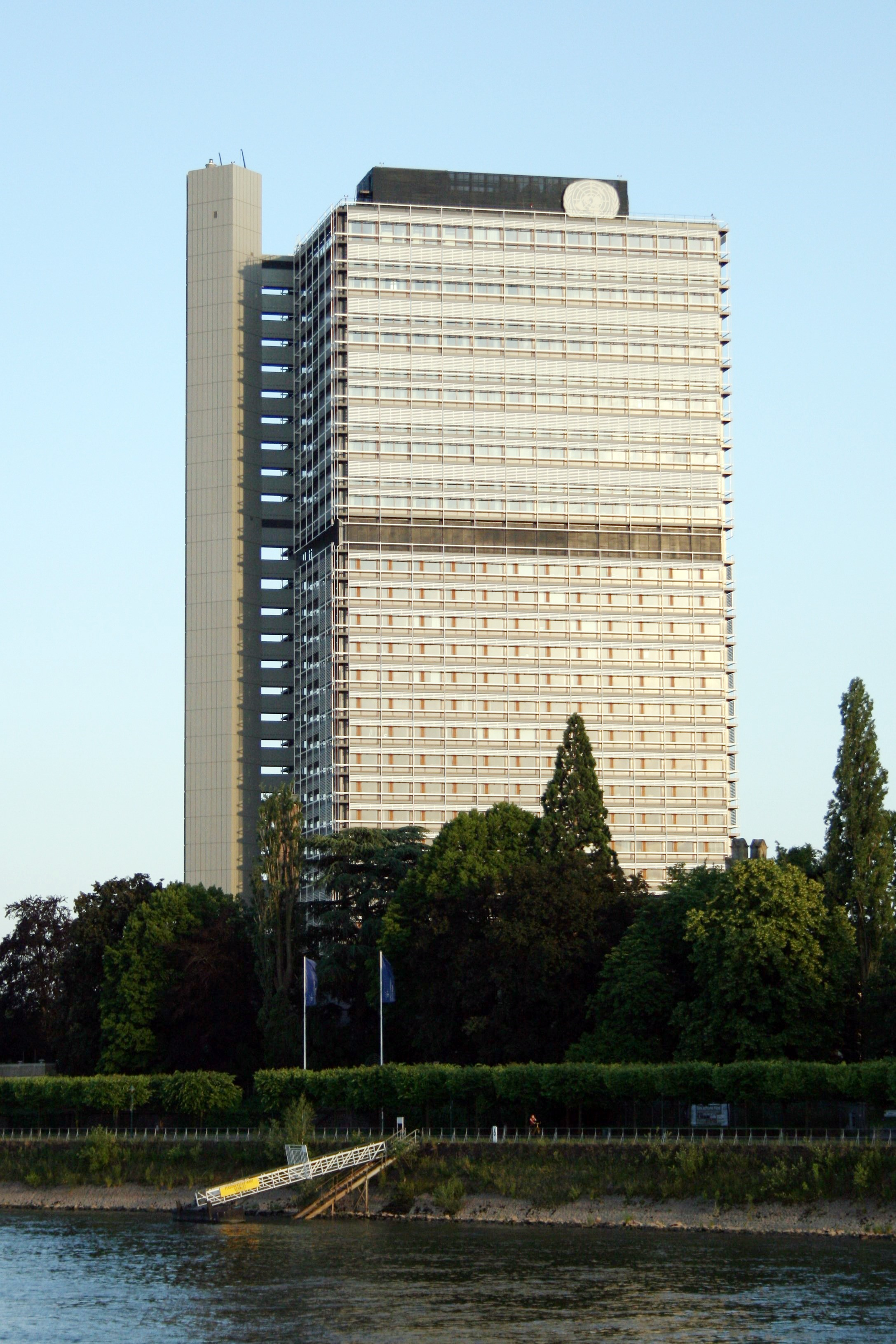
United Nations, Bonn

Oficiul UN-SPIDER din Bonn a fost înființat în octombrie 2007, cu sprijinul Ministerului Federal German al Economiei și Tehnologiei (BMWi - German Federal Ministry of Economics and Technology)  și Centrul Aerospatial German (DLR-German Aerospace Center). Sediul UN-SPIDER din Bonn este responsabil pentru managementul informațiilor din programul UN-SPIDER. Scopul este asigurarea că toate informațiile relevante sunt accesibile și comunicate tuturor părților interesate din domeniul managementului dezastrelor, al intervențiilor de urgență și umanitare. Acest lucru se face în principal prin intermediul portalului de cunoștințe UN-SPIDER, care este administrat de către personalul din  Bonn. Oficiul din Bonn este, de asemenea, cel care se ocupă cu suportul tehnic cu caracter consultativ în America Latină și Caraibe.
Biroul din Beijing a fost înființat la data de 09 noiembrie 2010, și este susținut de guvernul Republicii Populare Chineze. Biroul din Beijing se ocupă în principal de suportul tehnic cu caracter consultativ în  Asia și Pacific precum și cu coordonarea rețelei Punctelor focale naționale ONU ale rețelei UN-SPIDER.

## Activități UN-SPIDER

### Managementul informațiilor
Achiziția, prelucrarea și transferul informațiilor este elementul central al activităților UN-SPIDER. O bază de date ce conține informații spațiale și soluții pentru suportul gestionării riscurilor și a dezastrelor sunt, prin urmare, puse la dispoziție prin intermediul portalului UN-SPIDER. Portalul UN-SPIDER este punctul central pentru toate activitățile de management al informațiilor cuprinse în contextul programului UN-SPIDER, deoarece oferă mediul de găzduire și instrumentul ideal pentru propagarea rezultatelor.
Portalul a fost lansat online în iunie 2009 și a fost începând de la această dată îmbunătățit și modificat continuu. Instrumentul principal al portalului este “Space Application Matrix”, un motor de căutare sofisticat care pune la dispoziție lucrări de cercetare și studii de caz cu privire la aplicarea diferitelor resurse spațiale în toate fazele ciclului de gestionare a dezastrelor. Portalul are, de asemenea, cele mai recente noutăți din domeniul managementului dezastrelor și a comunităților din domeniu, informații și detalii cu privire la workshop-uri, traininguri și evenimente, precum și detalii referitoare la partenerii rețelei UN-SPIDER.
Activitățile de management al cunoașterii  urmăresc adițional și creșterea gradului de sensibilizare și mobilizare. Deoarece creșterea gradului de conștientizare este un proces prin care nivelul de cooperare și înțelegere între entitățile vizate poate fi crescut, sunt facilitate schimbări de atitudine și comportament. Acest lucru este esențial pentru succesul promovării și utilizării informațiilor spațiale.  În cadrul UN-SPIDER, creșterea gradului de conștientizare este conceput ca un proces continuu axat pe suportul, facilitarea și pregătirea activităților pe masură ce noi audiențe sunt adresate, noi parteneriate sunt formate și noi soluții tehnologice sunt dezvoltate. Pe baza acestora, pot apărea noi oportunități pentru grupuri-țintă. UN-SPIDER implementează activitățile sale de sensibilizare, în principal, prin intermediul publicațiilor cum ar fi noutăți lunare sau buletinul bi-anual, precum și prin intermediul portalului său.

### Mobilizare/Outreach
Experiența arată că efectuarea de activități care vizează întreg ciclul de gestionare a dezastrelor  cuprinde o mare varietate de agenții din sectorul public și privat, la diferite niveluri, și este cel mai bine realizat printr-o abordare coordonată. Activitățile de informare contribuie la implicarea de practicieni și experți în managementul dezastrelor în activitățile UN-SPIDER având ca scop final promovarea utilizării de informații spațiale  pentru a sprijini pe deplin ciclul de gestionare a dezastrelor.
Activități de informare UN-SPIDER includ organizarea de ateliere de lucru, seminarii și reuniuni de experți precum și sprijin pentru evenimente similare organizate de partenerii săi. Personalul UN-SPIDER participă  la evenimente relevante din întreaga lume pentru a crește gradul de conștientizare cu privire la activitățile sale precum și asupra oportunităților pe care informațiile spațiale le oferă pentru managementul dezastrelor și gestionării riscurilor.

### Suport tehnic
Suportul Tehnic cu caracter consultativ (TAS) este una dintre activitățile cele mai importante ale programului UN-SPIDER la nivel național. Acestea servesc pentru identificarea capacității existente de a utiliza informații spațiale,de analiza cadrul instituțional pentru suportul managementului dezastrelor prin intermediul informațiilor spațiale și de a identifica limitările care împiedică utilizarea unor astfel de tehnologii. TAS încearcă să permită statelor membre să depășească aceste limitări prin oportunități de cooperare regională și internațională, prin crearea de rețele cu alte instituții regionale, precum și prin elaborarea unor planuri de gestionare a dezastrelor. Acestea acoperă aspecte specifice fiecărei regiuni, cum ar fi probleme transfrontaliere, intervenții de urgență, evaluarea riscurilor, sisteme de gestionare a dezastrelor bazate pe GIS, precum și de reducere a riscurilor dezastrelor. 
Eforturile TAS variază de la un simplu apel telefonic consultativ până la facilitarea suportului tehnic, misiuni, traininguri și workshopuri. TAS UN-SPIDER are trei piloni: Misiuni consultative tehnice, consolidarea capacităților și facilitarea asistenței tehnice
Misiunile consultative tehnice (Technical Advisory Missions -TAMs) sunt un instrument pentru identificarea nevoilor statelor membre în ceea ce privește capabilitățile lor de a beneficia  pe deplin de informații spațiale.TAM sunt solicitate oficial de către guvernul național și sunt efectuate de o echipă de experți. Echipa se întâlnește cu autoritățile cheie din domeniul managementului dezastrelor și cu autoritățile de dezvoltare din guvern, Organizațiile Națiunilor Unite, organizații/inițiative regionale sau internaționale precum și întreprinzători privați pentru a discuta acest subiect în profunzime. Recomandări cu accent pe modalitățile de îmbunătatire a accesului și a utilizării informațiilor spațiale în gestionarea riscurilor și a dezastrelor sunt generate ca urmare a acestor colaborări. Din 2008 mai multe misiuni au fost efectuate în țări din America Latină, Caraibe, Africa, Asia și regiunea Pacificului. 
UN-SPIDER definește consolidarea capacităților ca procesul de a facilita ranfonsarea competenței indivizilor, a echipei, și a agențiilor în ceea ce privește utilizarea informațiilor spațiale pentru a preveni, atenua, și răspunde eficient la provocările generate de pericolele naturale și crizele umanitare asociate. Eforturile UN-SPIDER de consolidare a capacităților includ patru tipuri de activități complementare: Furnizarea de consiliere către instituții și guverne referitoare la utilizarea de informații spațiale pentru suportul întregului ciclu de management, facilitarea accesului la astfel de informații și servicii, facilitarea trainingului indivizilor cu privire la accesul și utilizarea unor astfel de informații ,precum și facilitarea accesului la infrastructura hardware și software și la serviciile pentru aplicațiile cu orientare spațială. Prin urmare, consolidarea capacităților UN-SPIDER vizează simultan instituții, persoane fizice și infrastructuri.
În caz de urgențe și dezastre, UN-SPIDER oferă suport tehnic prin asumarea rolul de punte de legătură între agențiile de gestionare a dezastrelor care se ocupă de operațiunile de răspuns și agențiile spațiale sau mecanismele care au fost stabilite de către comunitate, cum ar fi Carta Internațională: Spațiul și Dezastrele Majore (International Charter: Space and Major Disasters). UN-SPIDER oferă acest sprijin prin activarea rețelei sale de birouri regionale (RSO) și prin legăturile cu anumite agenții spațiale.

## Rețeaua UN-SPIDER
UN-SPIDER a creat o rețea globală cu scopul de a promova și consolida alianțe strategice și parteneriate la nivel global și regional. Există două tipuri de rețele: oficii regionale pentru suport (RSOs) și Puncte Focale Naționale (NFP).

### Oficii regionale pentru suport
Un oficiu regional pentru suport este un centru regional sau național de expertiză, care este constituit în cadrul unei entități existente, de către un stat membru. Crearea unei rețele de birouri regionale a fost convenită de către Adunarea Generală a Organizației Națiunilor Unite în Rezoluția 61/110. UN-SPIDER are în prezent birouri regionale de susținere în Algeria, Argentina, Japonia, Columbia, Ungaria, Indonezia, Iran, Kenya, Nepal, Nigeria, Pakistan, Panama, România, Rusia, Sri Lanka, Ucraina, și Indiile de Vest. Informații detaliate cu privire la toate birourile regionale UN-SPIDER pot fi găsite în portalul UN-SPIDER.
Birourile regionale comunică și se coordonează cu personalul UN-SPIDER în mod regulat cu referire la următoarele domenii:
- Outreach și consolidarea capacităților
- Cooperarea orizontală (Comunități de Practică, Managementul cunoștințelor, contribuții la portalul de cunoștințe)
- Suport Tehnic Consultativ

### Instituții naționale de contact
Așa cum este definit de către Adunarea Generală a Organizației Națiunilor Unite, un Punct Focal Național este o instituție națională, nominalizată de guvernul țării respective, reprezentând comunitățile de gestionare a dezastrelor și comunitățile centrate în jurul aplicațiilor spațiale. Printre acestea se numără, de exemplu, membri ai comunității spațiale - sau ai agențiilor de protecție civilă naționale. UN-SPIDER colaborează cu toate țările prin intermediul Punctelor Focale Naționale.
Un Punct Focal Național comunică și se coordonează cu personal UN-SPIDER pentru a atinge următoarele obiective:
- promovarea accesului și utilizarea soluțiilor spațiale pentru gestionarea dezastrelor în țara respectivă
- consolidarea planificării naționale pentru gestionarea dezastrelor și a politicilor
- punerea în aplicare a anumitor activități naționale, care includ soluții tehnologice spațiale în sprijinul gestionării dezastrelor